# Roque Raúl Aragón

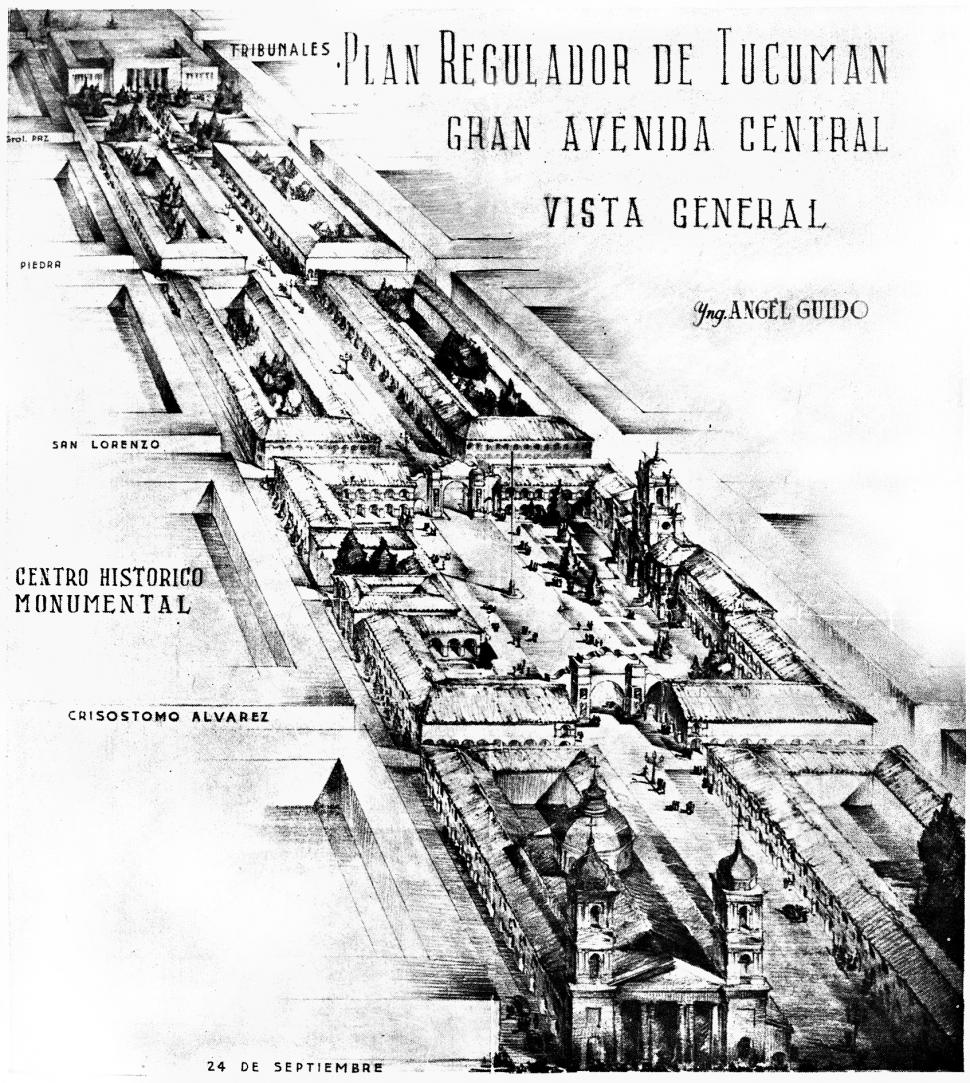
Proyecto de Avenida Central Monumental en el Centro Histórico de San Miguel de Tucumán, realizado por el arquitecto Ángel Guido. Año 1938.

Roque Raúl Aragón  fue un político tucumano, perteneciente a la Unión Cívica Radical. Nació en Salta el 16 de agosto de 1889 y falleció en Córdoba el 2 de febrero de 1952.

## Biografía
Hijo de una familia tucumana vecina de Los Sueldos,Leales, provincia de Tucumán. Fueron sus padres don Eufemiano Aragón Briceño (hacendado) oriundo de Monteros y doña Manuela Gancedo Antunes. 

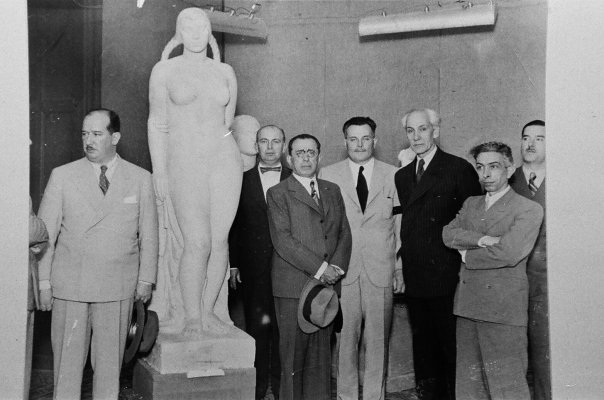
El intendente de San Miguel de Tucumán, Raul Roque Aragón (de traje claro) a la derecha del gobernador de Tucumán, Miguel Campero, junto al ministro de gobierno, Norberto Antoni y del escultor Juan Carlos Iramain. Año 1939.

En 1915 se recibió de abogado en la Universidad de Buenos Aires. Regresó a su provincia y en 1918 es designado interventor de la Municipalidad de Concepción. Activo militante en la UCR desde su juventud, fue presidente del comité capitalino, así como convencional nacional.
Fue por breve tiempo, ministro de Gobierno de Juan Bautista Bascary. Luego resultó elegido diputado provincial, y le tocó presidir la Cámara. Se opuso a la ley que acordaba dietas a los legisladores y, al no conseguir neutralizarla, donó las suyas a la Biblioteca Sarmiento
Desde 1929 a 1931, presidió la Sociedad Sarmiento, además de ser uno de los miembros fundadores del Colegio de Abogados de Tucumán.
El 3 de junio de 1936, asumió la intendencia de San Miguel de Tucumán. Desempeñó su cargo hasta el 19 de octubre de 1938. A su gestión se deben obras como los edificios de la Asistencia Pública y del Mercado del Norte, y la plaza Yrigoyen. También encomendó al arquitecto Ángel Guido, un plan de desarrollo urbano integral para San Miguel de Tucumán, que incluía la apertura de una Avenida Central, desde la Plaza Yrigoyen hasta la Plaza Independencia como eje histórico monumental, que no llegaría a cristalizar. Sólo se ejecutó una pequeña parte del proyecto, el actual Pasaje 2 de Abril, y no tuvo continuación por los elevados costos que demandaban las expropiaciones de terrenos en el casco céntrico de la ciudad. También la pavimentación de los barrios suburbanos tuvo un fuerte impulso durante este periodo.
Al concluir su mandato como intendente, Roque Raúl Aragón fue candidato a gobernador de la Provincia, por la Unión Cívica Radical-Comité Nacional en las elecciones de octubre de 1942, compitiendo contra la "Alianza Radical" integrada por la Unión Cívica Radical Concurrencista, la Unión Cívica Radical Tradicionalista y la Unión Cívica Radical Frente Popular, fuerzas que llevaron como candidato a gobernador a Miguel Mario Campero. Esta división del radicalismo resultó perjudicial para los radicales quienes quedaron en paridad con los conservadores quienes llevaron como candidato a Adolfo Piossek.
En 1946 apoyaría la candidatura a gobernador de la Unión Democrática de Eudoro Aráoz frente al laborismo peronista que llevaba como candidato a gobernador a Carlos Domínguez. Ante la derrota del otrora pujante radicalismo tucumano, se trasladó a Córdoba en donde falleció el 2 de febrero de 1952. Sus restos descansan en el Cementerio del Oeste de San Miguel de Tucumán.